# Museo del Templo Mayor
El Museo del Templo Mayor se encuentra localizado en el Centro Histórico de la Ciudad de México, México. El objetivo del museo es dar a conocer los hallazgos encontrados en el marco de la investigación en sitio que se hace en la zona arqueológica del Templo Mayor de los mexicas.
Fue inaugurado en 1987 y es obra de Pedro Ramírez Vázquez y Jorge Campuzano, la investigación museográfica estuvo a cargo de Eduardo Matos Moctezuma. En el museo se muestra un cuadro histórico de los mexicas, así como buena parte de los hallazgos del centro ceremonial, provenientes de aproximadamente 120 ofrendas. Además alberga el enorme monolito de la diosa de la luna (Coyolxauhqui).

## Salas

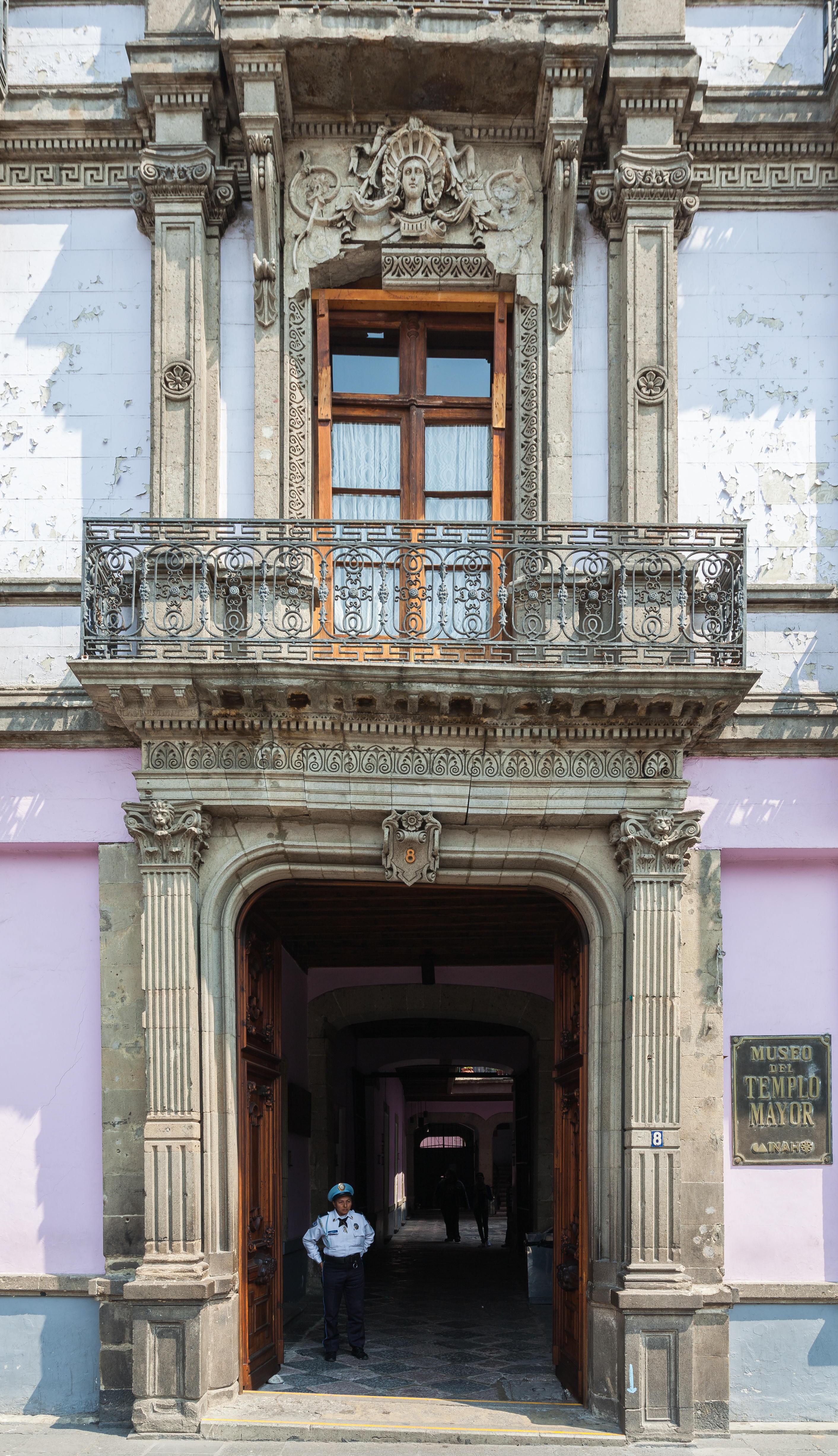
Entrada del museo.

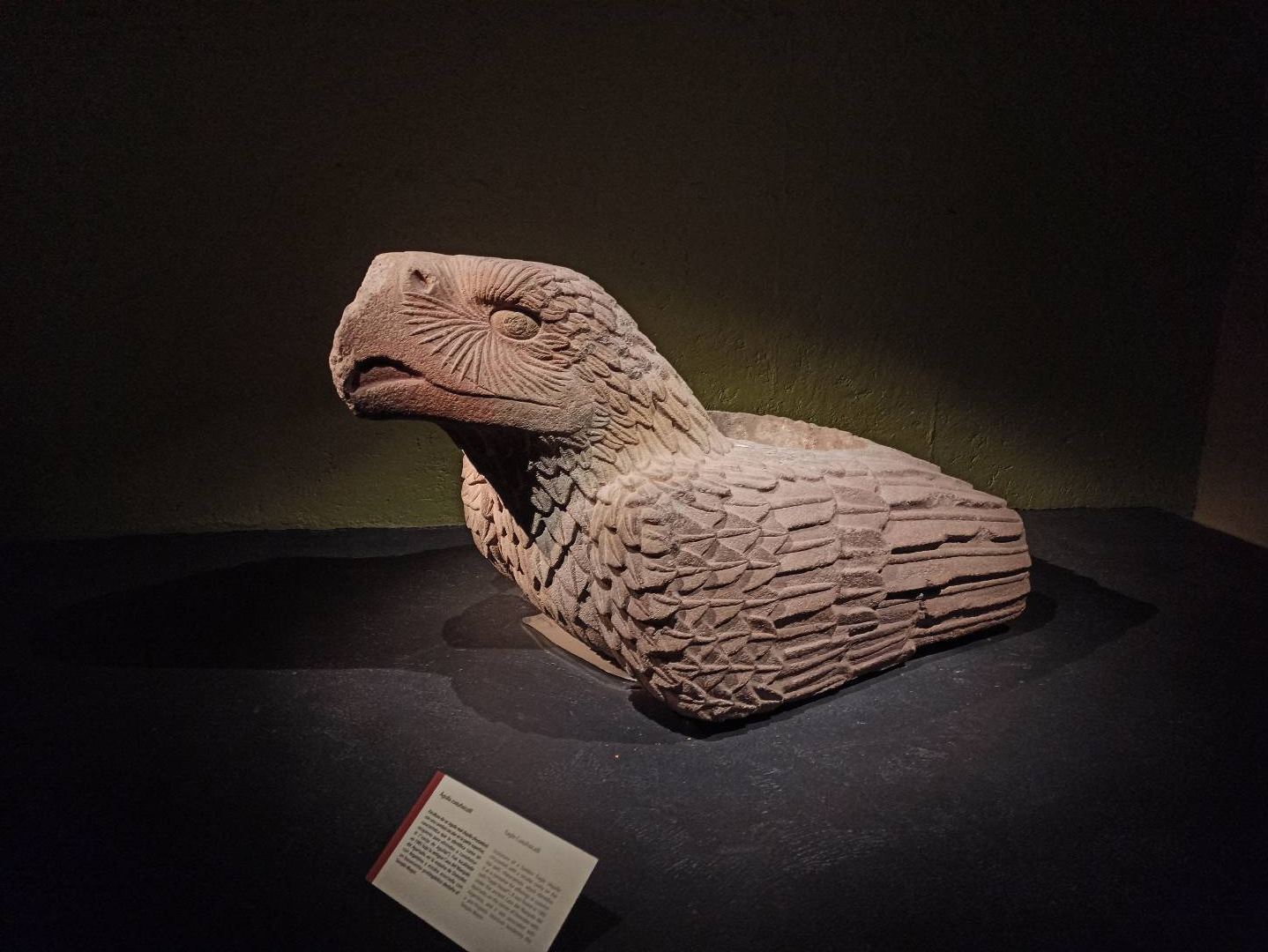
Cuauhxicalli de un Águila, en el Templo Mayor.

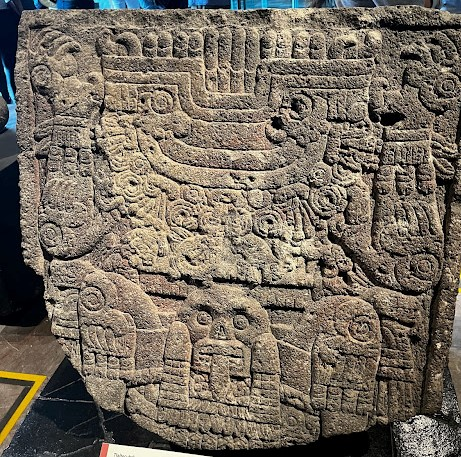
Base de escultura monumental con un bajorrelieve que representa a la deidad de la Tierra, Tlaltecuhtli.

El museo se encuentra dividido en 8 salas temáticas:
- De Coatlicue al Templo Mayor
Hallazgos y las investigaciones en el Templo Mayor desde 1790 cuando fue encontrada la Piedra del Sol y la Coatlicue.Cuauhxicalli de un Águila, en el Templo Mayor.
- Ritual y sacrificio
En esta sala se muestran algunos de los conceptos más importantes que intervenían en la guerra y el sacrificio, y que a la ve sustentaban el belicismo mexica. La participación militar, junto con las prácticas religiosas, constituían la aspiración máxima del llamado Pueblo del Sol.
- Tributo y comercio
El poder político y económico de los mexicas se manifestaba a través del tributo y el control de las principales rutas de comercio, con lo cual obtenían diversos objetos, así como materiales y mano de obra para la construcción de grandes templos o edificios públicos.
- Huitzilopochtli
La mitad sur del Templo Mayor pertenecía a Huitzilopochtli, "el colibrí de la izquierda", dios tutelar de los mexicas.  En esta sala se pueden encontrar objetos asociados al culto del dios de la guerra.Base de escultura monumental con un bajorrelieve que representa a la deidad de la Tierra, Tlaltecuhtli.
- Tláloc
La mitad septentrional del Templo Mayor estaba consagrada al dios de la lluvia, Tláloc, una de las divinidades más antiguas y veneradas en Mesoamérica. Las cuatro salas localizadas en la porción norte de este museo están dedicadas a dicha deidad o bien a aspectos vinculados real o simbólicamente con la lluvia, tales como la agricultura, la fertilidad y la riqueza faunística.
- Flora y fauna
En esta sala se exhiben los restos de plantas y animales recuperados por el Proyecto Templo Mayor durante 35 años de excavaciones.
- Agricultura
Como es lógico, los mexicas asociaban las actividades agrícolas directamente con las lluvias y su temporalidad.En esta sala se exhiben objetos relacionados con la importancia de la agricultura y los aztecas.

En esta sala, se encuentran representaciones de deidades relacionadas con la agricultura y con el maíz, planta sagrada por excelencia, así como una maqueta del sistema agrícola intensivo de chinampas , y otra del tianguis de Tlatelolco. 
- Arqueología histórica

Objetos encontrados durante la investigación pero que abarcan desde la llegada de los españoles hasta el siglo XX.